# Białoruski Komitet Narodowy (1917)
Białoruski Komitet Narodowy (biał. Беларускі Нацыянальны Камітэт) – reprezentacja białoruskich partii konserwatywno-prawicowych, istniejąca w okresie od 25 marca do 8 lipca 1917 roku.

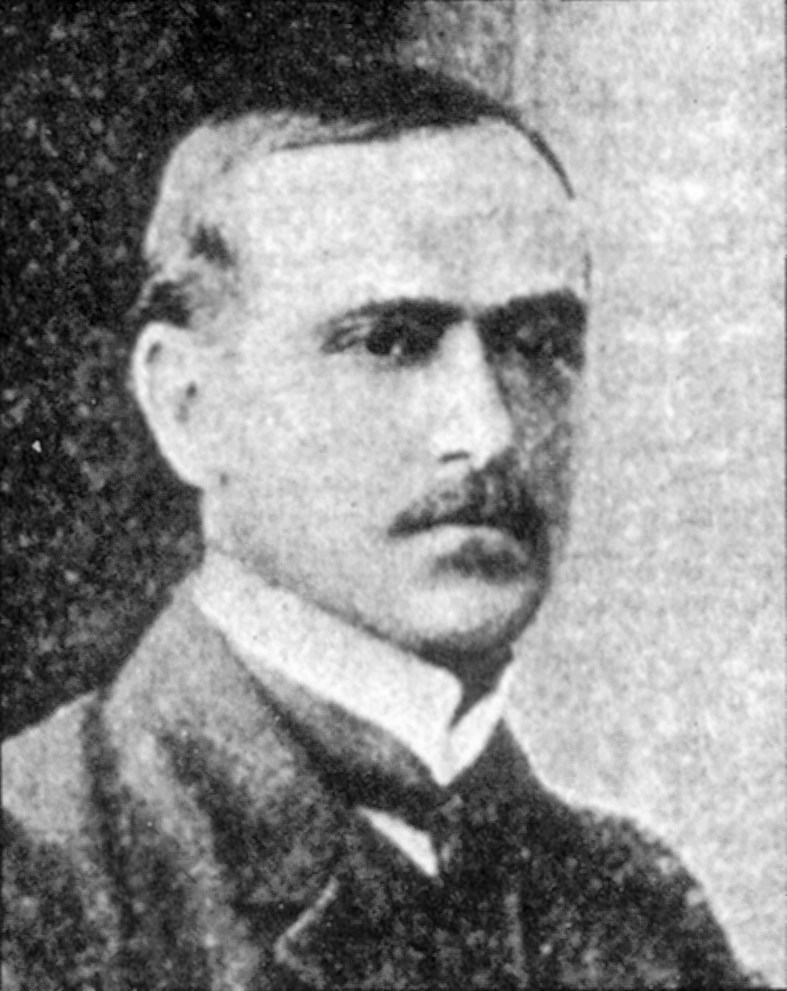
Roman Skirmunt

W marcu 1917 roku w oparciu o struktury Białoruskiego Towarzystwa Pomocy Ofiarom Wojny wznowiła działalność Białoruska Socjalistyczna Hromada. Lokalne struktury organizacja miała w Mińsku, Piotrogrodzie, Witebsku i Bobrujsku. Głoszone przez jej członków hasła o samostanowieniu narodów przysporzyły BSH kilkuset członków. 25 marca 1917 roku z inicjatywy BSH odbył się I Zjazd Białoruskich Partii i Organizacji, na który poza przedstawicielami mniejszych organizacji społecznych przybyli delegaci Białoruskiej Partii Socjalistów Ludowych. Zaproponowano po raz kolejny utworzenie federacji rosyjskiej, w skład której weszłaby autonomiczna Białoruś, rządzona przez radę krajową. Wśród innych postulatów wymieniane były upaństwowienie oświaty, utworzenie milicji ludowej miast obowiązkowej służby wojskowej oraz przekazanie ziemi chłopom. Wynikiem zjazdu było powołanie Białoruskiego Komitetu Narodowego na czele z Romanem Skirmuntem. W skład zarządu wybrano Pawła Alaksiuka, Branisłaua Taraszkiewicza, Wincuka Hadleuskiego, Kazimira Kastrawickiego, Usiewałada Falskiego, Źmiciera Żyłunowicza, Arkadzia Smolicza, Iwana Kraskouskiego, Lawona Dubiejkauskiego.
W kwietniu 1917 roku przedstawiciele BKN na czele z prezesem rozpoczęli w Piotrogrodzie starania o realizację postulatu autonomii Białorusi, jednak Rząd Tymczasowy odmówił rozmów na ten temat. Wywołało to reakcję dominującego w BSH stronnictwa socjalistycznego, które rozpoczęło układy z rosyjskimi eserami i bolszewikami. W czerwcu 1917 roku w Piotrogrodzie na zjeździe BSH wybrano na przewodniczącego Źmiciera Żyłunowicza, czego skutkiem była zmiana linii politycznej partii. Socjalizm na Białorusi miał być wprowadzony na drodze walki klas. Z powodu nowej retoryki BSH wzrosła liczba jej członków, która w połowie 1917 roku wynosiła 5 tysięcy. Nowa radykalna polityka BSH spowodowała rozłam w BKN. 8 lipca 1917 roku na II Zjeździe Białoruskich Partii i Organizacji, na którym przewagę miała BSH, BKN został zlikwidowany, a w jego miejsce powołano lewicową Centralną Radę Białoruskich Organizacji i Partii.